# 巨勢猿
巨勢 猿（こせ の さる）は、古墳時代・飛鳥時代の豪族。氏は許勢、名は猨とも記される。姓は臣。

## 経歴
『日本書紀』巻第十九、巻第二十一、巻第二十二および、『聖徳太子伝暦』によると、欽明天皇31年（570年）、越国に漂着し、7月に近江国までやってきた高句麗の使節を迎えるにあたり、吉士赤鳩（きし の あかはと）とともに、難波津にあった船を佐々波山（今の逢坂山）に引き上げ、使節を近江の北の山（琵琶湖北岸）に迎えいれている。
崇峻天皇4年（591年）8月、天皇は群臣に任那を復興すべしという詔を出している。これにより、同年11月、巨勢猿は、紀男麻呂・大伴囓・葛城烏奈良らとともに大将軍に任じられ、2万あまりの軍とともに筑紫国に派遣された。ただし、朝鮮半島へは渡海しておらず、推古天皇3年（595年）7月に筑紫を引き上げたという。
このほか、谷川士清の『日本書紀通証』に引用された一書によると、若い頃に船辰爾の業を受け、のちに百済博士王柳貴に従った、とある。